# コートランド (ニューヨーク州)
コートランド（英: Cortland）は、アメリカ合衆国ニューヨーク州の都市。コートランド郡の郡庁所在地である。人口は1万9204人（2010年）。
コートランド市は郡の西側境界に近く、周囲はコートランドビルの町（人口は2010年時点で8,509人）に囲まれている。

## 歴史
コートランド市は元のニューヨーク州中央軍事地区（独立戦争の退役兵に従軍の報償とされるために取り置かれた広大な土地）に入っている。市名はニューヨーク州初代副知事ピエール・ヴァン・コートランドにちなんで名づけられた。
コートランドには1791年に入植があり、1853年にビレッジとなり（1864年に再認証）、1900年にニューヨーク州41番目の都市として法人化された。1808年にコートランド郡が結成されたとき、コートランドは他のビレッジと競い、郡庁所在地の指定を得ることができた。その地理的な位置が7つの谷が合流することで形成された平原にあったことから「王冠の都市」と呼ばれ、標高は1,130フィート (340 m) ある。コートランドの市章には、コートランドが市になる前にニューヨーク州にあった40の都市を表す40の星がニューヨーク州と王冠を囲んで描かれている。王冠の7つの突端がコートランドを囲む7つの谷を表している。王冠中央の41番目の星が、市として法人化されたばかりであり、しかもニューヨーク州の地理的に中心に位置するコートランド市を表している。
19世紀後半と20世紀初期のコートランドの主要産業は、ウィックワイア・ブラザーズの伸線工場であり、窓のスクリーンに用いられる金網の生産で知られた。ウィックワイア兄弟が築いた富の大きさは一対の壮大な邸宅に記念されている。チェスター・ウィックワイアのヴィクトリア様式の城のような邸宅は現在、ヴィクトリア芸術のための1890年ハウス博物館および会館となっており、チャールズ・ウィックワイアの1912年建設家屋は現在、スーニー・コートランド（ニューヨーク州立大学コートランド校）同窓生協会が所有し運営している。一般にも公開され、同窓生協会が大学に関連する行事を開催したり、要人を歓待するときに利用している。
コートランド市にはトラック製造の草分けであるブロックウェイ・モーター社があった。1875年にブロックウェイ・キャリッジ・ワークスとして始まり、1956年にマック・トラックスに買収され、1977年まで存続した。市では毎年ブロックウェイ・トラックのショーを開催し続けている。
コートランド市には古典的は八角家屋があり、庭園のようなコートランド田園墓地を現在も運営している。
1868年、コートランドにコートランド師範学校が設立され、それが現在はニューヨーク州立大学コートランド校となっている。
1960年から1995年、スミス・コロナのタイプライターが製造されていた。
2006年、コートランドの歴史ある時計塔が焼け落ちた。その後再建されて、事業用スペースとアパートタイプの住宅が入っている。

## 地理
コートランドはコートランド郡の中西部にあり、座標は北緯42度36分2秒 西経76度10分53秒 / 北緯42.60056度 西経76.18139度 (42.600658, −76.181284) にある。州内では、シラキュース市とビンガムトン市の間にある。市の周りはコートランドビルの町に囲まれている。
アメリカ合衆国国勢調査局に拠れば、市域全面積は3.92平方マイル (10.14 km2)であり、このうち陸地3.90平方マイル (10.09 km2)、水域は0.02平方マイル (0.05 km2)で水域率は0.51%である。
サスケハナ川の支流であるティオーニオガ川が市内を南に流れている。

## 交通

### 道路
州間高速道路81号線、アメリカ国道11号線、ニューヨーク州道281号線が市内を南北に通る幹線道である。州道13号線と同41号線も通っている。州間高速道路81号線を経由して、北のシラキュースまで32マイル (51 km)、南のビンガムトンまで40マイル (64 km) である。ニューヨーク州道13号線は南西に23マイル (37 km) でイサカ市に至る。

### バス
地元公共交通はコートランド交通のバス便がある。グレイハウンドによってシラキュース、ビンガムトン各市やさらにその先にも繋がっている。アムトラックで最寄りの駅はシラキュースにある。

### 空港
コートランド郡空港が市の西にある。

## 気候
| コートランドの気候                | コートランドの気候 | コートランドの気候 | コートランドの気候 | コートランドの気候 | コートランドの気候 | コートランドの気候 | コートランドの気候 | コートランドの気候 | コートランドの気候 | コートランドの気候 | コートランドの気候 | コートランドの気候 | コートランドの気候 |
| 月                                | 1月                | 2月                | 3月                | 4月                | 5月                | 6月                | 7月                | 8月                | 9月                | 10月               | 11月               | 12月               | 年                 |
| --------------------------------- | ------------------ | ------------------ | ------------------ | ------------------ | ------------------ | ------------------ | ------------------ | ------------------ | ------------------ | ------------------ | ------------------ | ------------------ | ------------------ |
| 最高気温記録 °F （°C）            | 68 (20)            | 65 (18)            | 85 (29)            | 90 (32)            | 93 (34)            | 96 (36)            | 100 (38)           | 98 (37)            | 100 (38)           | 90 (32)            | 81 (27)            | 68 (20)            | 100 (38)           |
| 平均最高気温 °F （°C）            | 30.6 (−0.8)        | 32.8 (0.4)         | 41.9 (5.5)         | 54.1 (12.3)        | 67.6 (19.8)        | 76.3 (24.6)        | 81.0 (27.2)        | 79.4 (26.3)        | 70.7 (21.5)        | 59.0 (15)          | 46.2 (7.9)         | 35.1 (1.7)         | 56.23 (13.45)      |
| 平均最低気温 °F （°C）            | 15.2 (−9.3)        | 15.7 (−9.1)        | 24.1 (−4.4)        | 34.4 (1.3)         | 45.3 (7.4)         | 54.3 (12.4)        | 58.8 (14.9)        | 56.9 (13.8)        | 49.3 (9.6)         | 39.3 (4.1)         | 31.7 (−0.2)        | 21.5 (−5.8)        | 37.21 (2.89)       |
| 最低気温記録 °F （°C）            | −25 (−32)          | −26 (−32)          | −13 (−25)          | 11 (−12)           | 23 (−5)            | 32 (0)             | 39 (4)             | 35 (2)             | 27 (−3)            | 18 (−8)            | 2 (−17)            | −17 (−27)          | −26 (−32)          |
| 降水量 inch （mm）                | 2.74 (69.6)        | 2.49 (63.2)        | 3.12 (79.2)        | 3.22 (81.8)        | 3.28 (83.3)        | 4.08 (103.6)       | 3.37 (85.6)        | 2.98 (75.7)        | 3.97 (100.8)       | 3.17 (80.5)        | 3.49 (88.6)        | 3.41 (86.6)        | 39.32 (998.7)      |
| 降雪量 inch （cm）                | 19.7 (50)          | 19.2 (48.8)        | 13.2 (33.5)        | 4.0 (10.2)         | 0 (0)              | 0 (0)              | 0 (0)              | 0 (0)              | 0 (0)              | .3 (0.8)           | 8.2 (20.8)         | 22.3 (56.6)        | 86.9 (220.7)       |
| 平均降水日数 （≥0.01 in）         | 17.4               | 14.3               | 14.3               | 13.4               | 12.1               | 11.8               | 10.6               | 10.2               | 11.5               | 12.6               | 15.2               | 16.8               | 160.2              |
| 平均降雪日数 （≥0.1 in）          | 9.1                | 7.0                | 4.5                | 1.7                | 0                  | 0                  | 0                  | 0                  | 0                  | .1                 | 3.2                | 7.6                | 33.2               |
| 出典1：NOAA (平年値」 1971–2000), |                    |                    |                    |                    |                    |                    |                    |                    |                    |                    |                    |                    |                    |
| 出典2：The Weather Channel (極値) |                    |                    |                    |                    |                    |                    |                    |                    |                    |                    |                    |                    |                    |

## 人口動態
以下は2000年の国勢調査による人口統計データである。
| 基礎データ - 人口: 18,740 人 - 世帯数: 6,922 世帯 - 家族数: 3,454 家族 - 人口密度: 1,845.8人/km2（4,778.6 人/mi2） - 住居数: 7,550 軒 - 住居密度: 743.6軒/km2（1,925.2 軒/mi2） 人種別人口構成 - 白人: 95.72% - アフリカン・アメリカン: 1.56% - ネイティブ・アメリカン: 0.25% - アジア人: 0.57% - 太平洋諸島系: 0.02% - その他の人種: 0.56% - 混血: 1.33% - ヒスパニック・ラテン系: 1.72% | 年齢別人口構成（以下は2000年のデータ） - 18歳未満: 18.3% - 18-24歳: 28.4% - 25-44歳: 23.6% - 45-64歳: 16.8% - 65歳以上: 12.9% - 年齢の中央値: 28歳 - 性比（女性100人あたり男性の人口） - 総人口: 88.4 - 18歳以上: 84.5 世帯と家族（対世帯数） - 18歳未満の子供がいる: 24.8% - 結婚・同居している夫婦: 34.7% - 未婚・離婚・死別女性が世帯主: 11.4% - 非家族世帯: 50.1% - 単身世帯: 36.0% - 65歳以上の老人1人暮らし: 13.0% - 平均構成人数 - 世帯: 2.28人 - 家族: 2.95人 | 収入と家計 - 収入の中央値 - 世帯: 26,478米ドル - 家族: 39,167米ドル - 性別 - 男性: 29,857米ドル - 女性: 21,614米ドル - 人口1人あたり収入: 14,267米ドル - 貧困線以下 - 対人口: 24.7% - 対家族数: 13.9% - 18歳未満: 24.8% - 65歳以上: 15.2% |

## 市政府
コートランド市政府は市全体を選挙区に選ばれる1人の市長と、8つの選挙区から各1人が選ばれる市政委員8人で構成される市政委員会が統治している。

## スポーツ
2009年夏、NFLのニューヨーク・ジェッツがトレーニングキャンプ地を伝統あるヘムステッドのホフストラ大学からコートランドに移した。ニューヨーク州立大学コートランド校のキャンパスに運営本部を置いている。このキャンプには34,000人の観衆が集まり、地元に426万ドル近くを落としていた。2010年、ジェッツはニューヨーク州立大学コートランド校と3年契約を結び、そのパートナーシップを継続することとした。

## 著名な出身者
- ロニー・ジェイムス・ディオ、ミュージシャン、バンドのレインボーやブラック・サバスに参加していた。コートランドの通りの1つがディオ・ウェイと名付けられている
- チェスター・ジレット、死刑囚、1906年にガールフレンドのグレース・ブラウンを殺害した容疑で有罪となった。その裁判に世間の関心を集め、論議を呼んだ。1908年にオーバーン刑務所の電気椅子で処刑された
- アルトン・パーカー、弁護士、判事、1904年に民主党大統領候補となった